# Salmo nigripinnis
Espèce
Statut de conservation UICN

VUD2 : Vulnérable
Salmo nigripinnis est une espèce de poissons d'eau douce de la famille des Salmonidae.

## Description
Salmo nigripinnis se distingue par sa morphologie élégante et sa coloration caractéristique. Les adultes mesurent généralement entre 25 et 40 cm de long. Son corps est allongé et fusiforme, avec des écailles de couleur argentée. Il possède de grandes taches noires le long de ses flancs, ses nageoires sont brun foncé ou noires, avec des nageoires pectorales allongées.

## Alimentation
Le régime alimentaire du saumon à nageoires noires est principalement constitué d’invertébrés aquatiques, de petits poissons et d'insectes.

## Répartition
Ce poisson est endémique du lac Lough Melvin à la frontière entre l'Irlande et le Royaume-Uni, dans le nord-ouest de l'île d'Irlande.

## Conservation
Comme de nombreuses espèces de salmonidés, Salmo nigripinnis fait face à plusieurs menaces qui affectent ses populations. La destruction de son habitat naturel, la pollution des cours d’eau, la surpêche et les barrages sont autant de facteurs qui contribuent à son déclin.

## Systématique
Le nom valide complet (avec auteur) de ce taxon est Salmo nigripinnis Günther, 1866.

## Étymologie
Son épithète spécifique, nigripinnis, dérive du latin niger, « noir », et pinnis, « nageoire », et fait référence aux taches noires de sa nageoire dorsale mais également à la coloration générale de ses autres nageoires.